# Березнівський державний дендрологічний парк
Бере́знівський держа́вний дендрологі́чний па́рк (Дендрологічний парк Березнівського лісового коледжу) — дендрологічний парк загальнодержавного значення в Україні. Розташований у місті Березне Рівненської області. 
Площа 30 га. Закладено неподалік Березнівського лісового коледжу з ініціативи колишнього директора М. М. Новосада, коли були розпочаті роботи зі створення дендрарію. 
Нині нараховує бл. 900 видів і форм деревних рослин, серед яких чимало представників з різних континентів, що розміщені по ботаніко-географічних і систематичних ділянках. 
Географічні ділянки: Америка, Кавказ, Середня Азія, Далекий Схід, Сибір, Карпати, Крим та ін. 
У парку прокладені прогулянкові доріжки, споруджений каскад ставків, обладнані альтанки й оглядові майданчики; є окрема ділянка декоративних рослин, березовий гай (понад 40 видів берези), сади жасмину, розарій. Дендропарк є базою науково-дослідницьких робіт з вивчення і збагачення лісової флори в Українському Поліссі. Дендропарк — одна з головних зон відпочинку жителів міста Березне.

## Історія
Парк був заснований у 1979 році. 
Постановою Ради міністрів Української РСР № 53 від 13 лютого 1989 року дендропарку присвоєно статус державного заповідника. 
Взимку 2008 року розпочато реконструкцію дендропарку.

## Галерея зображень

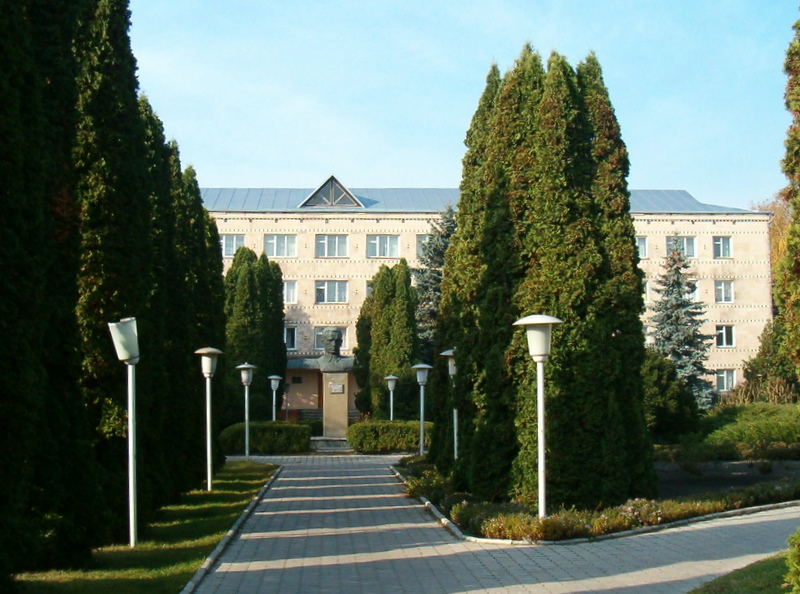
Перед чоловічим гуртожитком
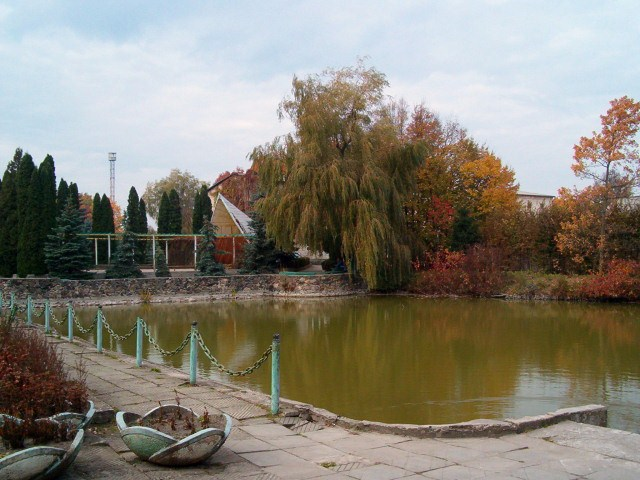
Ставок
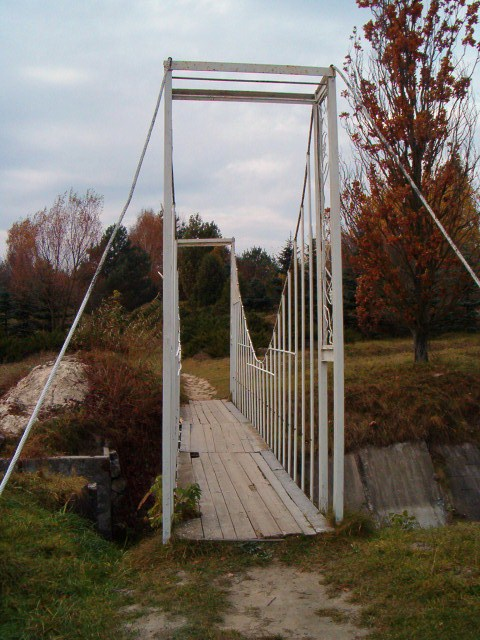
Пішохідний місток
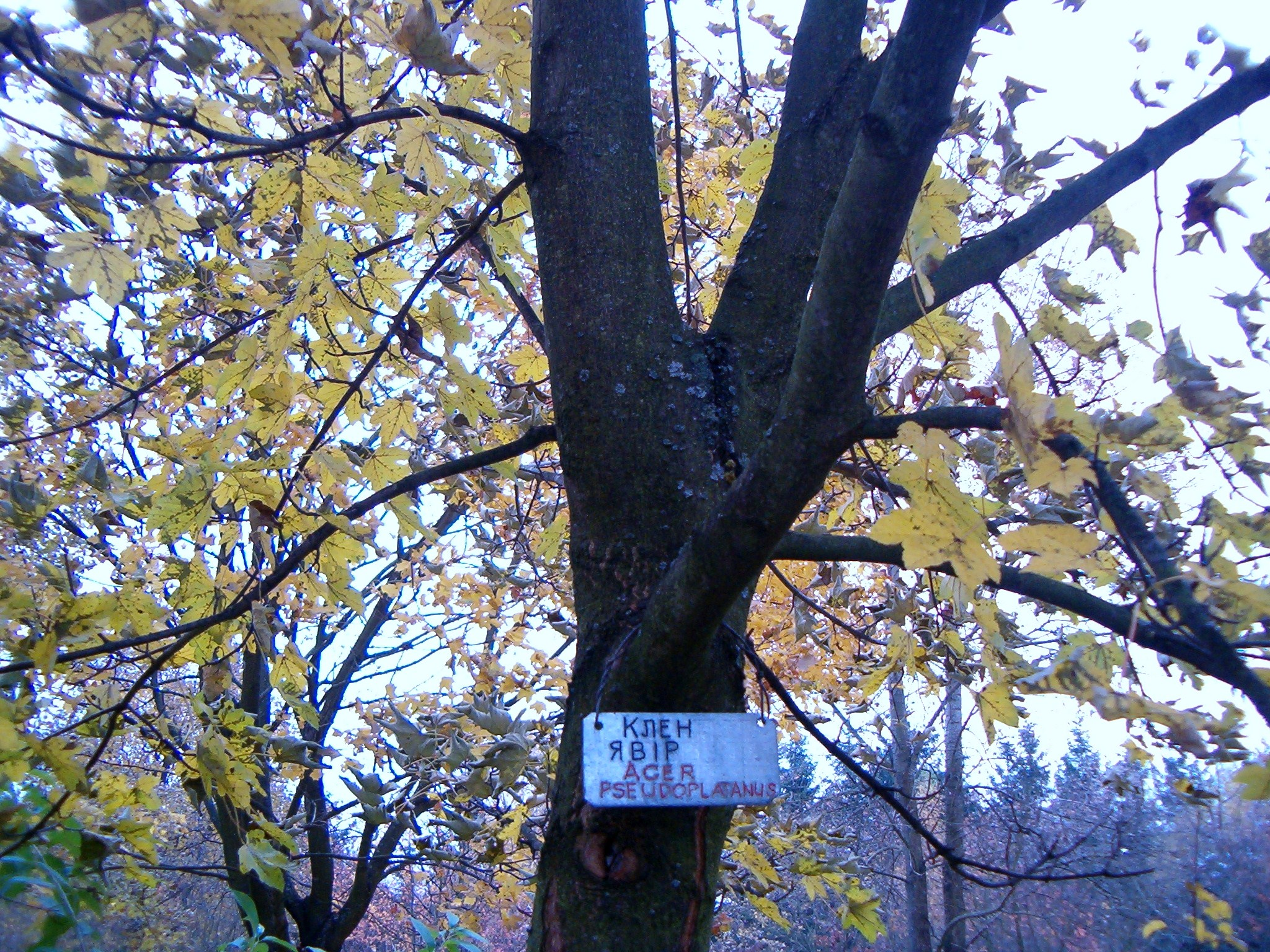
Клен-явір
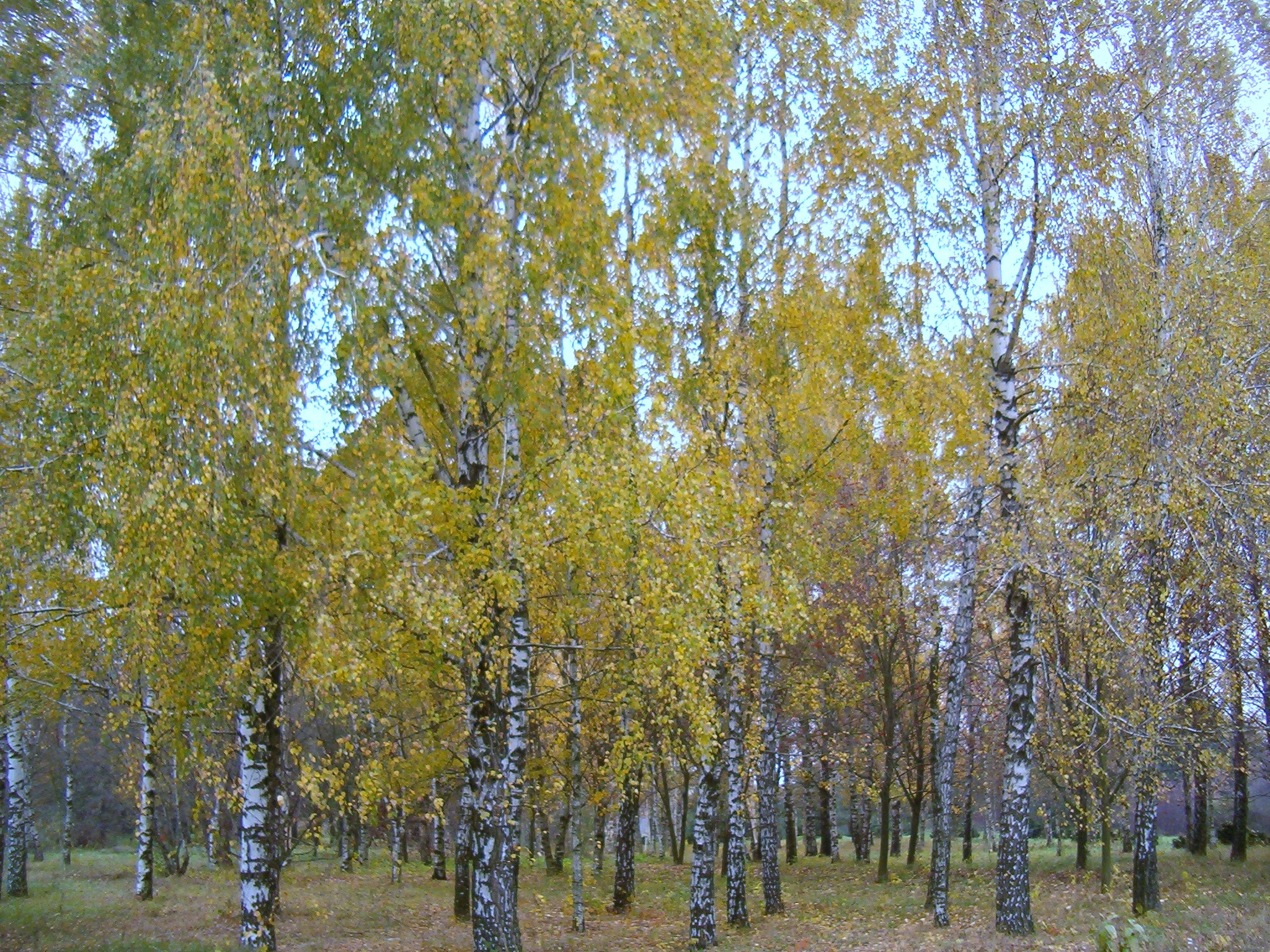
Березовий гай
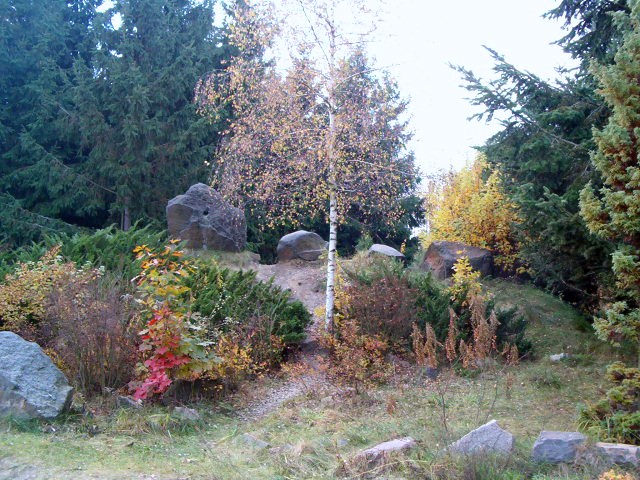
Рукотворна краса
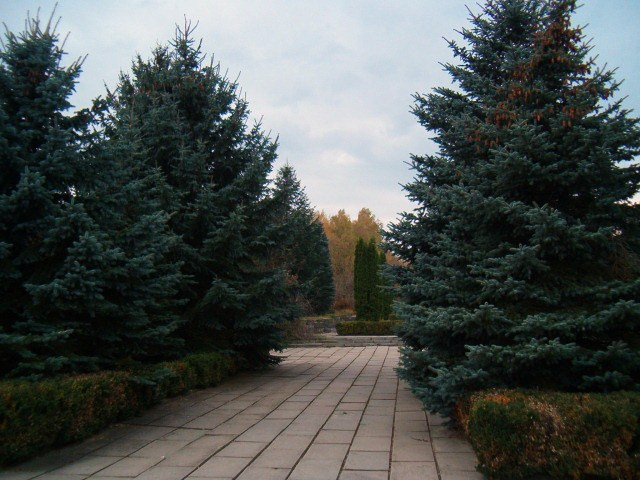
Головний вхід
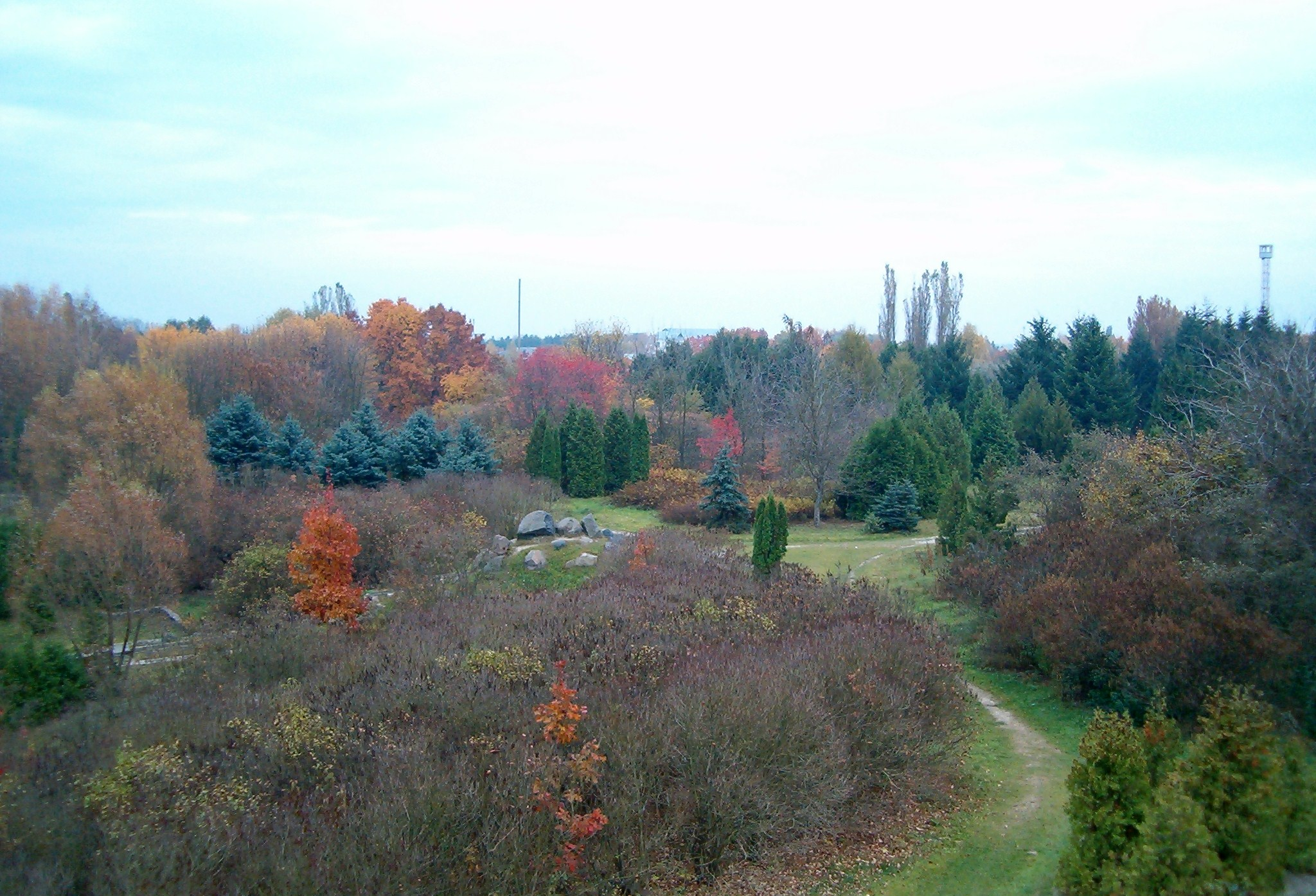
Панорама дендропарку